# Akiva Eiger
Pour les articles homonymes, voir Eiger.
Akiva Eiger (עקיבא איגר) (8 novembre 1761, Eisenstadt, Autriche-12 octobre 1837) est une des plus grandes autorités talmudiques, décisionnaire et leader du judaïsme européen du début du XIXe siècle.
Communément appelé par le titre de Rabbi Akiva Eiger, il était un rabbin, Rosh Yeshiva et arbitre halakhique d'influence majeur. Considéré par ses pairs comme le plus grand de la génération et était l'un des éminents érudits de la Torah de la dernière période. Il est devenu le symbole d'un géant spirituel, d'un érudit et d'un génie de la Torah.
Le rabbin Akiva Eiger est considéré comme l'un des plus grands érudits de la Torah des temps modernes et l'un des plus éminents d'entre eux. Son nom est devenu synonyme de génie érudit dans la culture juive de la Torah, et ses enseignements sont enseignés dans les maisons d'études des yeshivas contemporaines.
Outre son énorme influence sur la forme d'analyse du Talmud et les paroles des rabbins, Rabbi Akiva Eiger a eu une influence décisive dans le domaine de la Halacha(loi juive), et ses gloses imprimées sur la feuille Shulchan Aruch ainsi que ses décisions dans ses livres de Responsa sont une pierre angulaire dans le monde des décisions quotidiennes et dans le monde de la jurisprudence.

## Éléments biographiques
Akiva Eiger est né le 8 novembre 1761 (11 Heshvan 5522) à Eisenstadt, la plus grande des sept communautés (Sheva Kehillos),, dans le Burgenland, près de Vienne, en Autriche.

## Œuvres
- Gilyon HaShas, ses notes marginales sur le Talmud
- Tosafot Rabbi Akiva Eiger, commentaire sur les commentaires de la Mishna, Bartenoura et Tosafot YomTov
- Shu't Rabbi Akiva Eiger, des responsa
- Hagahot Rabbi Akiva Eiger, commentaire sur les commentaires du Choulhan Aroukh, le Magen Avraham et le Turei ZahavPortrait du XIXe siècle d'Akiva Eger, dans la collection du musée juif de Suisse.

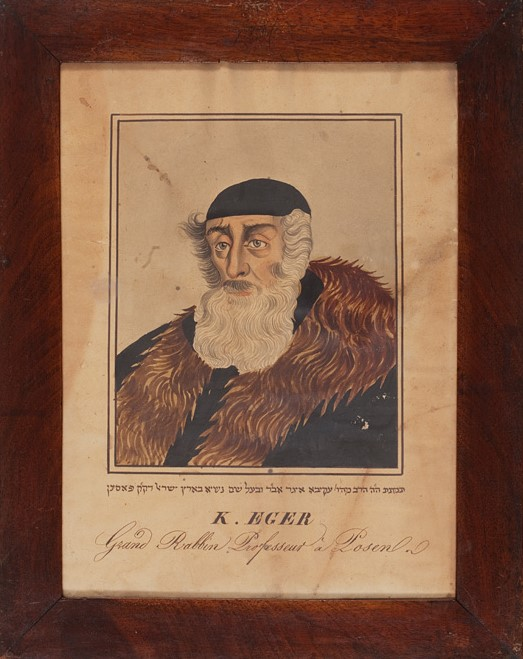
Portrait du XIXe siècle d'Akiva Eger, dans la collection du musée juif de Suisse.